# Jacques Reclus (1796-1882)
Pour les articles homonymes, voir Jacques Reclus.
Jacques Reclus, né le 27 juillet 1796 au Fleix et mort le 8 avril 1882 à Sainte-Suzanne, est un pasteur protestant français officiant durant cinquante ans à Orthez pour une communauté indépendante, surtout connu comme le père des cinq frères Reclus.
Né dans une famille rurale mais instruite, il mène tout d'abord une vie insouciante. Fortement affecté par la mort de sa mère en 1819, il obtient un baccalauréat en théologie en 1821. Établi pasteur protestant à Nimes en 1822, il épouse Zéline Trigant en 1824 avec laquelle il a quatorze enfants dont plusieurs deviennent célèbres.
En 1831, à la suite de sa rencontre avec le pasteur Alexandre Henriquet, il renonce à son statut concordataire qui faisait de lui un prêtre rétribué par l'État. Il prend la tête d'une communauté protestante libre à Orthez qu'il guide pendant cinquante ans, jusqu'à sa mort.
Vivant dans la crainte constante d'offenser Dieu, il s'impose, ainsi qu'à sa famille, une vie matériellement difficile. Ses fils aînés Élie et Élisée rejettent le ministère pastoral auquel il les destinait.
Sa mort le 8 avril 1882 donne lieu à de nombreux hommages locaux en raison de son dévouement et de sa grande piété.

## Biographie

### Un jeune homme insouciant devenu pasteur
Petit-fils d'un tonnelier « hérétique et lettré » , fils de Jean Reclus (1760-1848), cultivateur, et de Jeanne Virolle (1767-1819), Jacques Reclus commence ses études comme pensionnaire à Bordeaux puis devient bibliothécaire au château de Bonzac, résidence du duc Élie Decazes, ministre du roi Louis XVIII. Le duc est d'ailleurs le parrain de son fils aîné Élie Reclus. 
Entre 1814 et 1817, il est répétiteur dans une institution scolaire, où il donne des cours de latin et apprend l'anglais, avant de travailler pour Élie Decazes. Il mène durant ces années une vie insouciante : il « aime la bonne chère, la chasse, la littérature, l’héroïsme militaire, tâte du duel et du commerce de contrebande ». En 1817 il entreprend des études de théologie à la faculté de théologie protestante de Montauban. Le décès de sa mère en 1819 renforce considérablement sa foi. 
Il obtient son baccalauréat en théologie en 1821 en soutenant une thèse intitulée La satisfaction par Jésus-Christ. Il est consacré pasteur à Nîmes le 13 décembre 1821 et exerce son ministère successivement à La Roche-Chalais où il épouse Zéline Trigant en 1824, puis à Montcaret où il est élu par les pasteurs à la tête du consistoire. En plus de sa charge de pasteur, il est professeur au collège protestant de Sainte-Foy-la-Grande créé la même année, où il donne des cours de langues anciennes et d'instruction religieuse.

### Le guide d'une communauté protestante indépendante
Sa rencontre en 1828 avec Alexandre Henriquet, un pasteur envoyé par le Comité d'évangélisation genevois et vaudois séparatiste dans le cadre du mouvement du réveil protestant qui se développe alors en France, va entraîner sa démission de ses fonctions le 4 juin 1831. En effet, il est gagné aux idées d'Henriquet et finit par n'admettre à la cérémonie de la Sainte-Cène que ceux qui déclarent publiquement être des disciples de Jésus-Christ, ce qui lui vaut d'être contesté par de nombreux pasteurs du consistoire.
Après sa démission, il participe tout d'abord en juillet 1831 à la création de l'« Église de Dieu qui s’assemble à la Nougarède » au Fleix. Il part ensuite pour le Béarn où il est appelé par une communauté évangélique installée à Castétarbe (commune devenue depuis un quartier d'Orthez) qu'il va organiser et diriger pendant 50 ans.
Zéline, son épouse qui dispose du brevet d'institutrice, y ouvre une école dans leur maison en 1834, d'abord pour ses propres filles puis pour d'autres élèves ce qui assure un minimum de revenus au foyer, son époux n'étant plus rétribué que par les dons des membres de l'Église libre pour laquelle il est pasteur.
En 1850, il crée un asile pour vieillards à Orthez, où la famille s'est définitivement installée. En 1854, il fait appel à Pierre Laclau pour le seconder. Laclau est l'auteur d'un journal qui relate la vie de cette communauté. On peut y lire : « Quand il était découragé, je l’encourageais, et quand j’étais découragé, il m’encourageait ».
Les difficultés sont en effet nombreuses. Manquant de moyens financiers, Jacques Reclus finit en 1858 par transférer l'asile de vieillards dans le grenier de sa maison qu'il transforme en dortoir. Comportant un pensionnat pour jeunes filles protestantes dirigée par son épouse, cet asile pour vieillards, et accueillant régulièrement l'un ou l'autre de leurs enfants de passage, leur maison est un lieu très animé appelée par les habitants d'Orthez « la maison Reclus », à laquelle on accède par le « chemin Reclus ». 
Il est pressenti avec son épouse Zéline pour diriger une école de jeunes filles espagnoles qui doit ouvrir à Pau en 1861 ; il y renonce, ne souhaitant pas abandonner la communauté protestante qu'il dirige à Orthez.
L'asile aménagé dans le grenier de la maison familiale est fermé en 1869. La même année, le dernier enfant de Jacques et Zéline Reclus quitte le domicile de ses parents.

### Le père de famille
Zéline et Jacques Reclus ont ensemble quatorze enfants dont trois meurent jeunes : Suzanne (1824-1844), Élie, Élise (1829), Élisée, Loïs (1832-1917), Marie (1834-1918), Zéline (1836-1911), Onésime, Louise (1839-1917), Noémi (1841-1915), Armand, Anna (1844-1851), Ioana ou Johanna (1845-1937), Paul,. 

Soucieux d'offrir à ses enfants un bon niveau d'instruction mais aussi de développer leur spiritualité, Jacques Reclus envoie ses premiers enfants dans un collège de la communauté des frères Moraves en Allemagne. Il y accompagne lui-même Suzanne et Élie en 1839, alors qu'ils ont respectivement 14 et 12 ans. 

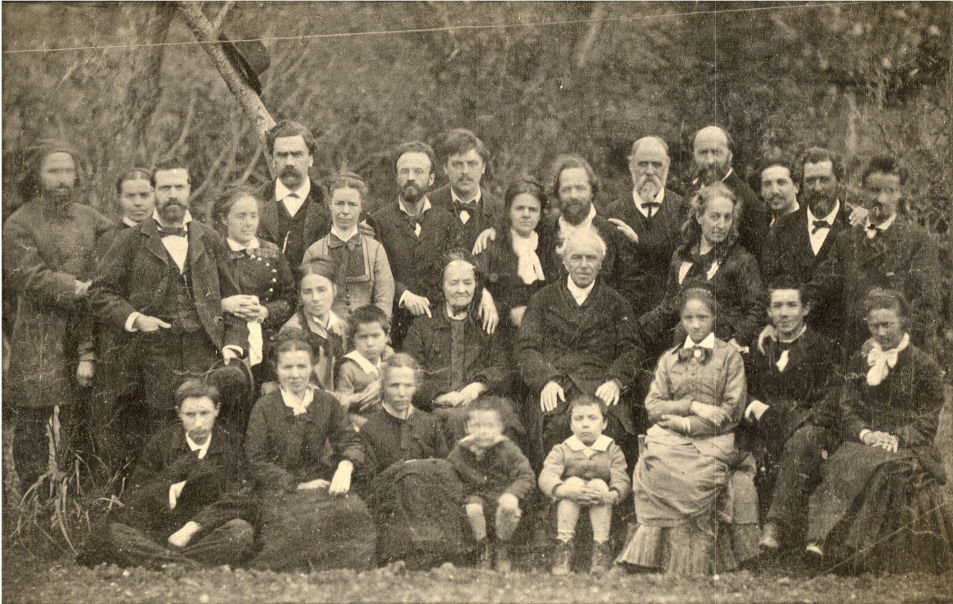
Jacques et Zéline Reclus (assis au centre de la photographie) entourés de leurs onze enfants et d'autres membres de leur famille (1881).

Par sa forte personnalité, le pasteur influence celle de ses enfants, leur transmettant selon Robert Darrigrand le goût de la liberté, de l'indépendance, le « besoin impérieux de communiquer ses convictions, l’aspiration à la perfection, l’intérêt pour autrui ». Mais il est aussi à l'origine, selon Hélène Sarrazin, de l'athéisme voire de l'anarchisme de certains de ses enfants (en particulier Élie et Élisée), qui le perçoivent comme « pas très intelligent », fragile et vivant dans la crainte de Dieu.
En 1857, après que son fils aîné Élie lui impose un mariage civil pour son union avec sa cousine Noémi Reclus, Jacques Reclus rédige Scènes d'une pauvre vie. Il y signale quelques péchés de jeunesse (dont des duels et du commerce de contrebande) puis une vie passée sous le regard de Dieu, pour conclure : « Comme souvent Dieu châtie les siens par le côté par lequel ils ont pêché, je ne serais pas étonné que tel ou tel de mes nombreux enfants ne fut entre les mains du Seigneur « un fouet de petites cordes » ayant pour but de me rappeler, pour mon humiliation actuelle, un passé que sans le châtiment j'aurais peut-être eu le tort d'oublier ». Cette conclusion provoque la fureur d'Élie envers son père, qui y voit une tentative de le faire culpabiliser.
Dans la biographie qu'il consacre en 1904 à son frère aîné qui vient de mourir, Élisée Reclus évoque à propos de son père « les serments hallucinants du dimanche » et son « effroi devant le fanatisme du pasteur ». Mais ce texte, écrit par le géographe et anarchiste alors qu'il est lui-même à la fin de sa vie, montre aussi qu'avec le temps, la conduite de Jacques Reclus est finalement acceptée, entrant dans la « mythologie fondatrice des Reclus » : Élisée y magnifie ainsi le départ à cheval de son père pour Castétarbe en 1831, avec le petit Élie alors âgé de quatre ans assis devant lui, dans le froid d'un début décembre, alors qu'il n'y a pas assisté.

### Un être tourmenté
Jacques Reclus est un pasteur éloquent, exalté, qui prêche une vie austère proche de l'ascétisme et qui attire les fidèles de loin. Des copies de ses sermons circulent, jusqu'au jour où par humilité, il cesse de les communiquer.
Vivant dans la peur constante d'offenser Dieu, il connaît plusieurs conflits intérieurs qui l'amènent à être tenté par le darbysme en 1859 et le baptisme en 1874. Selon Pierre Laclau, il s'est en effet demandé durant toute sa vie de pasteur  : « Où dois-je travailler pour répondre à la vocation de Dieu ? Quelle église est- elle vraiment l'église de Dieu ? Quel baptême dois-je administrer à mon troupeau et quel est celui qui peut personnellement me rapprocher de Dieu ? », ce qui provoque chez lui des épisodes récurrents de remise en cause de ses choix.
Élisée Reclus signale que son père « ne cessait de se mortifier et de mortifier les siens pour préserver la vie éternelle ». Ioana, la dernière fille du pasteur, transmet une anecdote familiale à ses petits enfants : une paroissienne offrant une oie à son épouse Zéline,  Jacques Reclus ordonne à cette dernière d'aller la porter à plus pauvre qu'elle, alors que ce don aurait pu permettre un repas exceptionnel à la famille confrontée à d'importantes difficultés financières. Le pasteur impose à sa famille une discipline morale sans faille, promet l'Enfer à ses enfants s'ils lui désobéissent. Son fils Élisée résume cette tension constante : « On a su que Jésus avait pleuré, on n'a jamais entendu dire qu'il avait ri ».
Jacques Reclus meurt le 8 avril 1882, quelques jours après s'être blessé à cause du mauvais temps. Sa mort est l'occasion de nombreux hommages dans la presse locale, qui salue une vie de charité au service des autres, mais aussi de la part du consistoire d'Orthez qui n'avait pourtant pas beaucoup de relations avec ce pasteur indépendant. Il est l'auteur de l'épitaphe présente sur sa tombe : « J'ai cru, c'est pourquoi j'ai parlé ».

## Publications
Jacques Reclus a tenu à faire disparaître ses écrits, en particulier ses sermons, si bien que les publications indiquées ici ne représentent qu'une partie de ses écrits. Selon Suzanne Tucoo-Chala, des manuscrits dont son collaborateur Pierre Laclau était le dépositaire existent peut-être encore.
- Jacques Reclus, La Religion chrétienne exposée d’après la parole de Dieu, Toulouse, impr. K.-Cadaux, 1842 (transcription des cours d’instructions religieuses donnés au collège protestant de Sainte-Foy-la-Grande entre 1825 et 1831, parution sans nom d’auteur).
- Jacques Reclus, Scènes d’une pauvre vie, Pau, impr. Veronese, 1858, 57 p. (autobiographie parue sans nom d'auteur), texte intégral sur Gallica.
- Onze fragments de sermons sont publiés dans Le Protestant béarnais (Orthez), entre le 11 octobre 1887 et le 20 mars 1909.